# 4571 Grumiaux
4571 Grumiaux este un asteroid din centura principală, descoperit pe 8 septembrie 1985 de Henri Debehogne.